# Гурак Руслан Васильович
Русла́н Васи́льович Гурак (нар. 15 жовтня 1974, м. Городенка Івано-Франківської області) — голова Державної служби якості освіти, кандидат юридичних наук.

## Біографія
Народився в м. Городенка Івано-Франківської області.
Освіта:
1997 р. — Національна юридична академія імені Ярослава Мудрого, правознавство, юрист.
2002 р. — Європейський університет фінансів, інформаційних систем, менеджменту і бізнесу, спеціаліст з економіки.
2006 р. — присуджено науковий ступінь кандидата юридичних наук.
Трудова діяльність:
1997—2001 — викладач, ад'юнкт, Київського національного університету внутрішніх справ;
2001—2003 — доцент кафедри права Європейського університету фінансів, інформаційних систем, менеджменту і бізнесу;
2003—2014 — проректор з навчально-наукової роботи Приватного вищого навчального закладу «Європейський університет»;
Грудень 2014 — голова Державної інспекції навчальних закладів України.
Грудень 2017 — голова Державної служби якості освіти (створена замість ДІНЗ).
Громадська діяльність:
Член Акредитаційної комісії України.

## Академічна недоброчесність
В статті Р. Гурака «Юридична освіта в Сполучених Штатах Америки» були знайдені фрагменти статей чужих авторів без належного посилання.
Кандидатська дисертація Р. Гурака теж містить фрагменти чужої російськомовної дисертації.

## Відзнаки і нагороди
- Почесна Грамота Міністерства освіти і науки України (2002 р.),
- знак «Відмінник освіти України» (2003 р.),
- Почесна Грамота Кабінету Міністрів України (2006 р.)
- Почесне звання «Заслужений працівник освіти України» (2024 р.)